# کراوینکل
کراوینکل (به آلمانی: Crawinkel) یک شهر در آلمان است که در تورینگن واقع شده‌است. کراوینکل ۱٬۶۳۳ نفر جمعیت دارد.